# دولة التمويل العسكري
دولة التمويل العسكري هي دولة تبني نموذجها الاقتصادي على أساس دعم قواتها المسلحة، لا سيما في أوقات الصراعات العنيفة أو الممتدة لفترات طويلة. ومن سمات دول التمويل العسكري أنها تفرض على مواطنيها ضرائب عالية لبلوغ غايتها.
ومن الدول التي قامت على أساس التمويل العسكري في الماضي: إسبانيا، وهولندا والسويد، وهي دول عانت من حروب دامت فترات زمنية طويلة كانت تهدف لتحقيق الهيمنة المحلية أو العالمية. استغلت كذلك شركة الهند الشرقية البريطانية التمويل العسكري في الحفاظ على حكمها في الهند في منتصف القرن الثامن عشر. ووجهت القوات الاستعمارية ما كانت تجنيه من أرباح لإصلاحات الجيش. أما حاليًا، فالدول التي يمكن وصفها بدول التمويل العسكري قليلة العدد. ولعل السبب في ذلك يرجع إلى تراجع الصراعات الدولية واسعة النطاق في العصر الحديث. وتُعَد كوريا الشمالية، بما تتبناه من سياسة "الجيش أولاً"، أحد أكثر النماذج وضوحًا لدول التمويل العسكري الحديثة.